# 武文解
武文解（越南语：／；？—1853年），越南阮朝官員，嗣德帝輔政大臣。

## 生平
武文解是廣義省平山縣人。嘉隆初年，擔任奉茶隊隊長。明命五年（1824年），授正隊。累任尚茶院使，前鋒虎威二衛衛尉。不久又因出差錯而降為羽林營左翊副衛尉。後又改任一等侍衛，充協領侍衛處。明命二十年（1839年），升掌衛。紹治元年（1841年），署虎威統制。不久，紹治帝認為武文解辦事幹練，准其實授虎威統制。紹治二年（1842年），紹治帝北上河內，接受清朝冊封，武文解充任侍衛大臣。紹治帝回到順化後，加封其為都統，不久又改任京畿水師都統。
紹治五年（1845年），武文解升任後軍都統府都統。當時安江總督阮知方、安江巡撫阮公著等上奏請求派大臣前往南圻，紹治帝命武文解前往定邊，會同諸大臣整治高棉事務，給他極大的自主權。武文解到任後，剿撫並用，取得南榮城（今金邊）大捷，得到紹治帝嘉獎。此後，武文解在南圻各省和鎮西城剿撫高棉義兵。紹治六年（1846年），高棉國王上疏請罪。次年，阮朝正式恢復承認高棉為藩屬國，並下令獎賞鎮西城將士，先賞武文解卓異一級並尚方鑲金幫指、珍珠嵌大金剛玉幫指和福壽重圓良玉佩牌各一。同年閏五月，武文解和阮知方班師回朝，紹治帝賜題征西事平詩章御扇，後又晉封其為安西忠武將。同年大計，武文解因功授前軍都統府都統掌府事，晉爵安遠伯（越南语：／）。秋九月，紹治帝駕崩，遺命武文解和張登桂、阮知方、林維浹充任輔政大臣，輔佐嗣德帝。嗣德帝即位後，又晉封武文解為安遠侯（越南语：／）。
嗣德二年（1849年），嗣德帝下令建安西武功碑，武文解名居首位。嗣德五年（1852年），武文解上疏請求解除輔政職銜，嗣德帝不許。同年冬再次上疏求解輔政之職，獲得嗣德帝同意。嗣德六年（1853年），加少保銜。同年去世，諡武毅。
嗣德十一年（1858年），武文解列祀賢良祠。

## 子女
- 子武文圭，襲封安遠伯
  - 孫武文顯，曾任平定懷恩率隊
- 子武文專，駙馬都尉，尚懷正公主阮玉雅媛
- 女武氏質，嫁綏和郡王阮福洪傳